# O Galo de Ouro

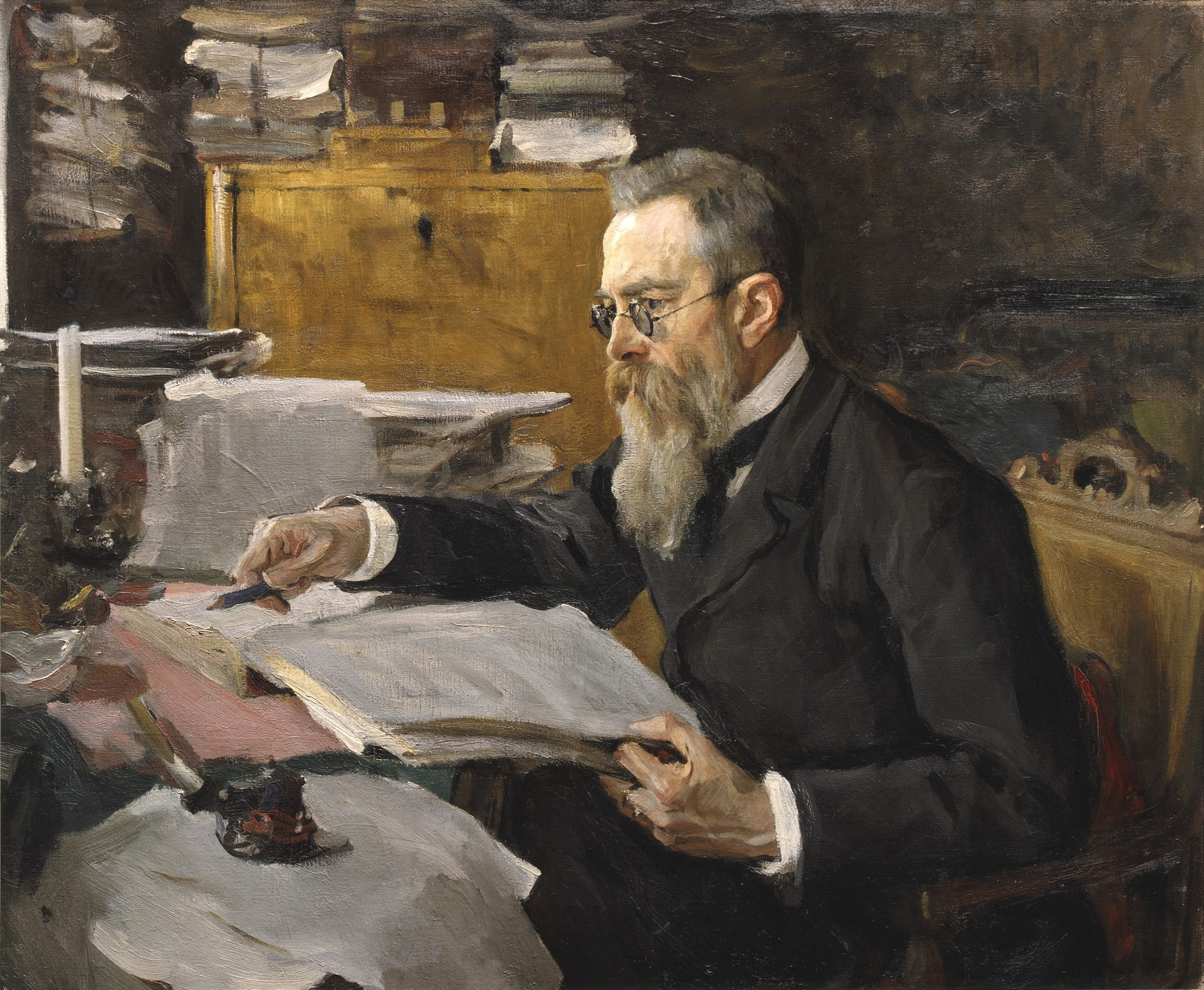
Retrato de Rimsky-Korsakov compositor de O Galo de Ouro

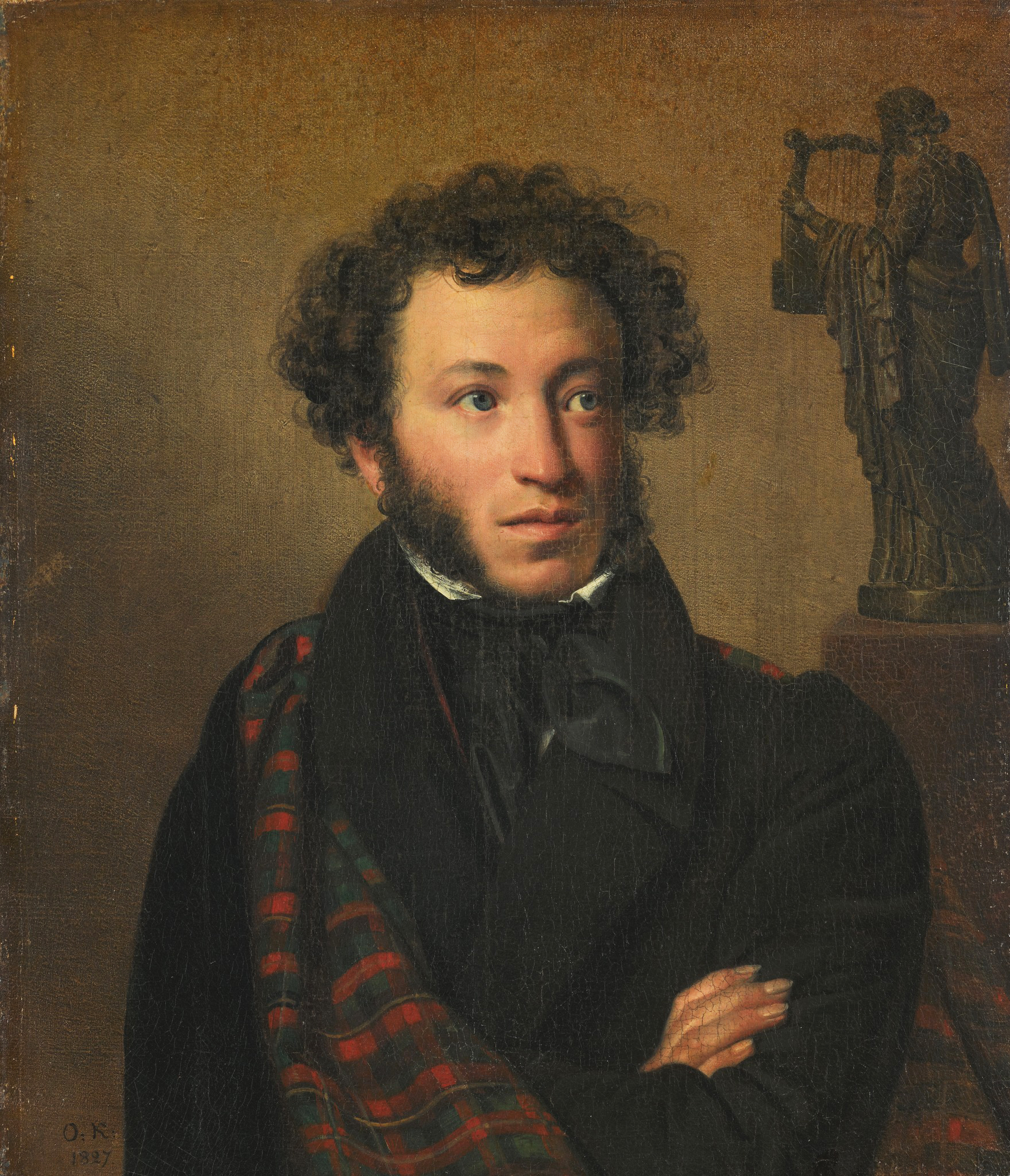
Retrato de Alexandre Pushkin autor do poema inspirador do libreto de O Galo de Ouro

O Galo de Ouro (em russo: Золотой петушок) é o título em português de uma ópera em três atos do compositor russo Nikolai Rimsky-Korsakov (em russo: Никола́й Андре́евич Ри́мский-Ко́рсаков), com libreto de Wladimir Bielsky, inspirado em um poema de Puchkin que teve sua primeira apresentação em Moscou no ano de 1909.

## Personagens
- O Rei Dodon, (baixo)
- O Príncipe Guidon, (tenor)
- O Príncipe Afron, (barítono)
- O General Polkan, (baixo)
- O Astrólogo, (tenor)
- A Rainha de Shemakha, (soprano)
- O Galo de Ouro (soprano)

## A ópera

### 1.º ato
Na sala do conselho de seu palácio, magnificamente decorada, o rei Dodon, sentado entre os filhos Guidon e Afron, em reunião com ministros e conselheiros, queixa-se de não ser bem tratado pelos vizinhos. Quando era jovem e vigoroso, não hesitava em atacá-los no comando de seu exército, mas agora, que está velho, são eles que invadem seu reino, não obstante sua resistência cada vez maior a guerrear.Que conselhos poderão dar-lhe seus assessores para fazer frente à nova ameaça de invasão?
Guidon, o filho mais velho, é o primeiro a falar. Ele recomenda que o rei reúna todas as tropas no interior das muralhas da cidade para ali, devidamente equipado e provido, traçar a sua estratégia. Todos aplaudem a sugestão, exceto o general Polkan,  primeiro-ministro do rei, que considera a proposta inútil e impraticável.
Afron também rejeita a ideia do irmão, sugerindo que o exército seja desmobilizado, mandando-se os soldados para casa, quando o inimigo houver avançado,  será possível reunir novamente as tropas para atacá-lo pela retaguarda e destruí-lo. Dodon fica encantado com a ideia, mas Polkan também a descarta liminarmente. O problema parece sem solução.
Subitamente, precedido pela música já ouvida no prólogo, o astrólogo aparece no alto da escada, trajando uma túnica azul coberta de estrelas douradas e trazendo na cabeça um grande chapéu de astracã branco. Em música de contornos bem característicos, ele oferece ao rei um galo dourado de poderes mágicos: bastará posicioná-lo de modo a que divise toda a região ao redor e ele cantará ao menor perigo. Enquanto o galo se mantiver em silêncio, o rei não terá razões para temer.

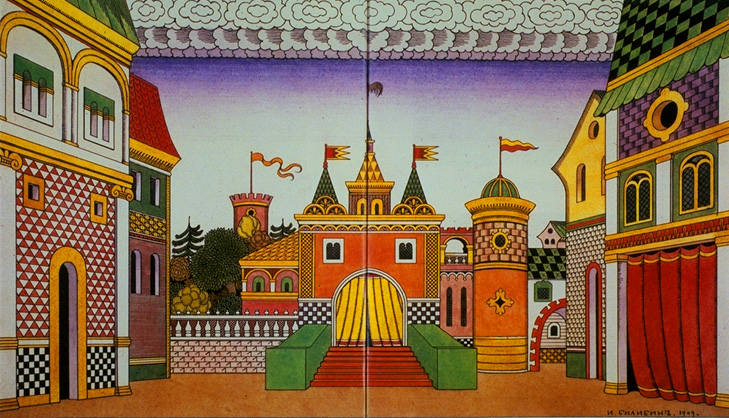
Cenário da Ópera O galo de ouro

Exultante, Dodon oferece ao astrólogo a recompensa que bem desejar, mas o velho mago não quer dinheiro nem honrarias, apenas que o rei registre sua promessa por escrito, para que e!e possa socorrer-se de sua ajuda quando precisar. O rei rejeita o pedido, afirmando que sua palavra é o bastante.
Ao som de um trompete em surdina, o galo diz ao rei que viva sem preocupar-se com qualquer perigo e Dodon se rejubila por não mais precisar estar sempre em guarda: de agora em diante, poderá fazer o que bem lhe aprouver, e sobretudo dormir! Logo vai caindo no sono, e a real governanta, Amelfa, ordena que tragam seu leito.
O rei deita-se, belisca alguns confeitos e brinca com seu papagaio, que canta para ele (na orquestra). Quando começa a adormecer, observado pela fiel Amelfa, tem início na orquestra a cena do sono (como é conhecida na suíte), na qual as madeiras repetem suavemente a promessa do galo, de que o rei pode repousar em paz, enquanto os violoncelos entoam uma delicada canção de ninar. Amelfa também acaba adormecendo, e a melodia cromática de um clarinete, indica que, em seu sonho, o rei já antegoza os prazeres do encontro amoroso que terá no ato seguinte.
Não demora no entanto, para que seja despertado pelo canto de alerta do galo, a que fazem eco os instrumentos da orquestra. Polkan consegue pôr de pé seu senhor, que ordena a imediata mobilização das tropas. Os soldados tomam seu caminho ao som de uma marcha militar e tudo retorna à calma. O atento pássaro mágico autoriza seu senhor a voltar a dormir, mas o rei não consegue retomar ao maravilhoso sonho, nem sequer lembrar-se de seu conteúdo.
Amelfa tenta ajudá-lo com duas ou três sugestões e acaba acertando. Voltam todos a dormir, mas são novamente despertados pelo galo, desta vez com um alerta ainda mais alarmante. Em meio a grande confusão, Polkan adverte 0 rei de que agora corre perigo de vida e precisa tomar a frente das tropas para conduzi-las à vitória.
Dodon prepara-se para vestir a armadura, não sem muito resmungar. Mas ela está a suja e enferrujada, e além do mais a espada é muito pesada e a couraça não podia estar mais apertada. Finalmente, embora nada pareça muito em ordem, Dodon está suficientemente equipado e parte para o combate e é aclamado pela multidão.

### 2.º ato

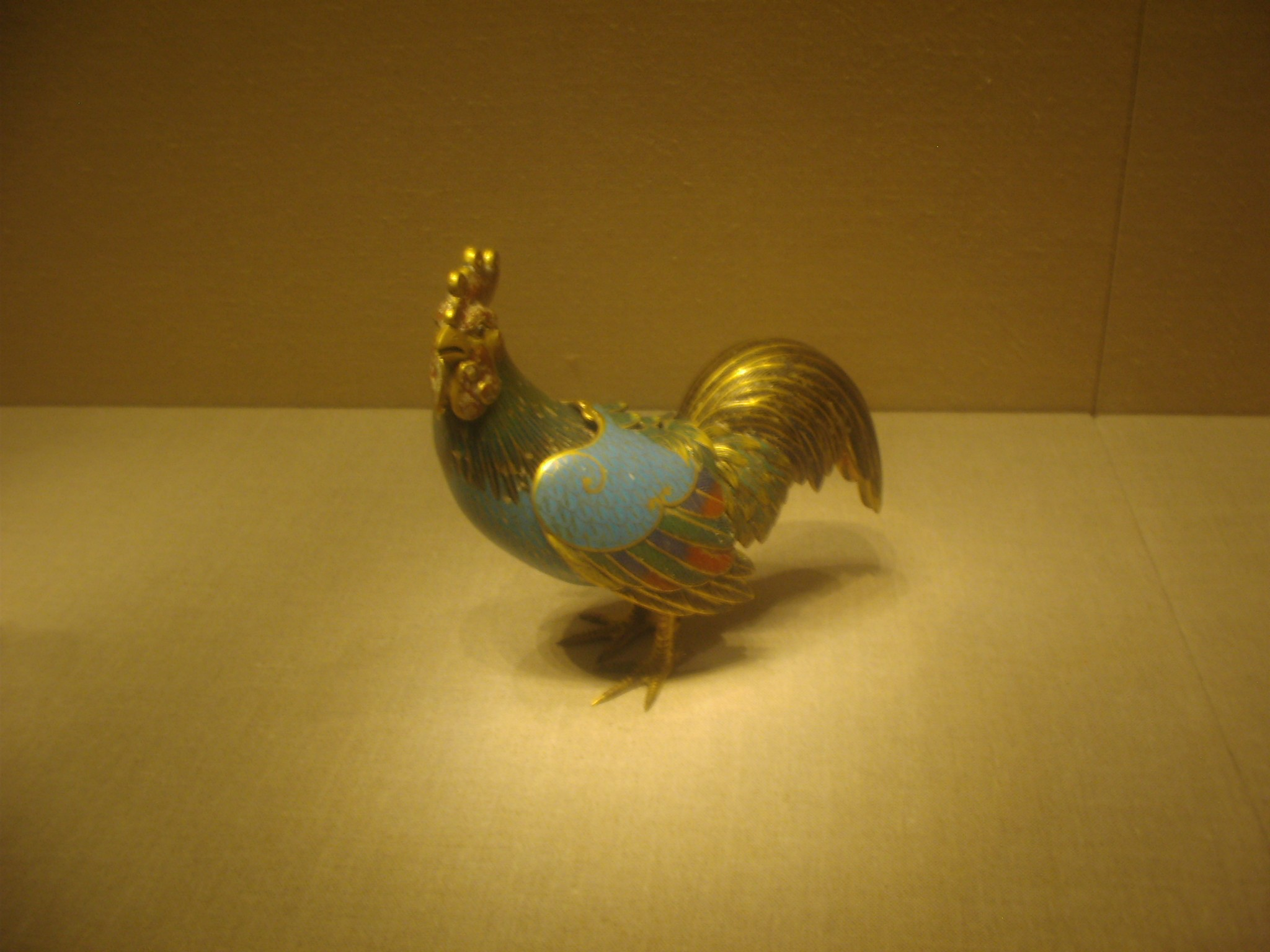
Um galo de ouro

A guerra é extremamente adversa e o luar revela os corpos dos soldados  e dos dois filhos do rei, mortos e abandonados. A marcha do primeiro ato agora, ressoa sombriamente e Dodon é tomado de desespero ao dar com os corpos dos filhos. Seu lamento é tipicamente russo, sem dúvida excessivo, mas nem por isso menos sério.
A bruma que recobria o desfiladeiro se dissipa, revelando uma tenda. Consternação geral. Seria a tenda do general inimigo? É com relutância que os soldados se convencem a arrastar uma peça de artilharia algo ridícula, disparando contra a tenda com enorme dificuldade.
O único resultado  de tanto esforço é que surge de dentro uma linda jovem. Todos os soldados fogem espavoridos, permanecendo somente Dodon e Polkan. Introduzida apenas por uma frase do clarinete, a jovem canta em louvor do Sol, que dá vida e beleza à sua terra de origem. É o famoso "Hino ao Sol". cuja melodia sensual e quase tão popular, entre as composições vocais de Rimsky-Korsakov, quanto à canção do indiano em Sadko.
Interrogada, a jovem revela que e a rainha de Shemakha, vinda para submeter Dodon, não pela força das armas, mas com sua beleza. Dodon mostra-se mais tímido que Polkan, cuja rudeza no trato com a rainha leva-a, no entanto, a pedir  que seja afastado dali. Dodon atende ao pedido e Polkan passa a assistir aos acontecimentos escondido atrás da tenda. Os corpos dos soldados já foram a esta altura retirados, e a cena é iluminada pelo sol.
Começando com uma pequena melodia, na qual descreve sua beleza desnuda, a rainha passa a seduzir Dodon com seu canto. O rei está de tal modo enlevado que sequer dá atenção a uma referência da orquestra à advertência do galo.
A rainha pede-lhe que cante para ela, como certamente ele cantava na juventude, e para sua enorme alegria, Dodon ataca uma melodia incrivelmente primitiva. A rainha tenta então uma nova tática. Em seu reino, todos atendem às suas menores vontades e caprichos. - Ah, se alguém ousasse contradizê-la, ou mesmo dominá-la! Timidamente, Dodon oferece-se como dominador e ela pede-lhe que dance, como deve ter dançado na juventude.
Oferecendo-lhe um abanico e uma mantilha no lugar de sua armadura, ela ordena a seus escravos que toquem uma melodia lenta para acompanhá-lo. Juntando-se a ele na dança, zomba de seus esforços e, como a música se torne cada vez mais rápida, Dodon acaba por tombar exausto nas almofadas.
Já totalmente enfeitiçado. o rei oferece-lhe sua mão, seus bens, seu trono, seu reino. Ela aceita, com a condição de que Polkan seja vergastado. Dodon propõe coisa melhor ainda: o general será decapitado. Começam imediatamente os preparativos para o retorno ao reino de Dodon, e enquanto os escravos da rainha zombam de sua nova conquista, as tropas se alinham para acompanhar o monarca e sua noiva à capital. O ato concluí-se com esta procissão grotesca.

### 3.º ato

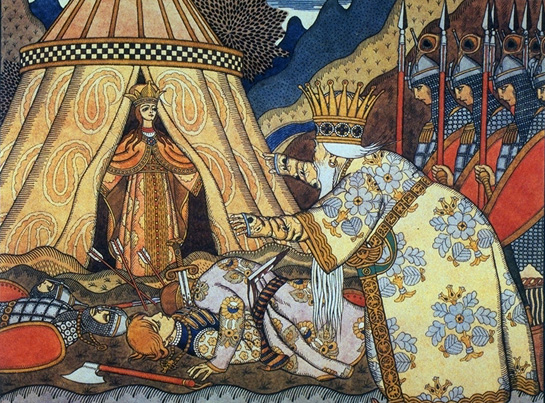
Rei Dadon encontra a rainha Shemakha

Na capital do reino de Dodon, a multidão quer saber quando ele retornará. Corre o boato de que obteve espetacular vitória mas perdeu os dois filhos, e já tomou o caminho de volta, trazendo como noiva, uma jovem rainha que salvou de um dragão.
Tudo deve estar correndo as mil maravilhas, comentam, já que o galo de ouro mantém-se silencioso. Alguém anuncia a chegada da procissão, a multidão abre caminho e, ao entrarem, o rei e sua noiva são devidamente aclamados.
Tudo é subitamente interrompido pelo intempestivo surgimento do astrólogo,  anunciado, é claro, por sua música característica. Ele veio exigir a recompensa prometida pelo rei, e quer, nada menos, que a princesa que vem a seu lado! O rei recusa, indignado, mas o astrólogo insiste, frisando sua determinação de arriscar um casamento, mesmo em sua idade, com uma longa nota mi aguda (Rimsky-Korsakov especifica que o papel de astrólogo seja confiado a um tenor com voz de falsete extremamente desenvolvida). O rei ordena aos guardas que ele seja afastado dali e, como o astrólogo persiste, dá-lhe com o cetro na cabeça.
O céu escurece, ribombam trovões - mau presságio para um dia de boda!
A rainha acha extrema graça no episódio, mas quando Dodon tenta beijá-la, rechaça-o com repugnância.
O galo agita-se subitamente, soltando um grito estridente, alça voo sobre a multidão e pousa com uma certeira bicada na cabeça do rei, que tomba morto.
A multidão pranteia seu soberano, o céu escurece completamente e quando retorna a luz a rainha e o galo desapareceram.
No epílogo o astrólogo ressuscitado explica que tudo não passou de um conto de fadas e que no reino de Dodon, só a rainha e ele mesmo, o astrólogo, eram mortais.

## Análise
O Galo de Ouro tem uma estrutura mais compacta que as demais óperas de Rimsky-Korsakov, sua orquestração, deslumbrante, também evidencia maior economia de meios, além de um acentuado senso de estilo. A encenação espetacular requerida pelo libreto e a escrita vocal para a rainha, soprano coloratura, tem contribuído para a popularidade da ópera, geralmente considerada a melhor do compositor. Esses mesmos elementos estabelecem uma ligação direta entre Rimsky-Korsakov e seu mais célebre discípulo, Stravinsky, cuja primeira ópera, Le Rossignol, iniciada um ano depois de O Galo de Ouro, utiliza exatamente as mesmas características.